# فيونا وود
فيونا وود (بالإنجليزية: Fiona Wood)‏ هي طبيبة أسترالية وبريطانية، ولدت في 2 فبراير 1958 في يوركشاير في المملكة المتحدة.

## وصلات خارجية
- فيونا وود على موقع الموسوعة البريطانية (الإنجليزية)